# 정언라이
정언라이(중국어 간체자: 郑恩来, 정체자: 鄭恩來, 병음: Zhèng Ēnlái, 한자음: 정은래, 1997년 3월 5일~)는 캐나다 태생 중화인민공화국의 아이스하키 선수로 포지션은 수비수이다. 영어 이름은 타이 슐츠(영어: Ty Schultz)였으며 2017년 캐나다에서 중화인민공화국으로 귀화한 후 중국 아이스하키 국가대표팀에서 활동하고 있다.

## 어린 시절
정언라이는 1997년 캐나다 브리티시컬럼비아주 뉴웨스트민스터에서 캐나다인 아버지와 1990년대에 중화인민공화국에서 캐나다로 이민을 간 중국계 캐나다인 어머니 사이에서 타이 슐츠(영어: Ty Schultz)라는 이름으로 태어났다. 그는 영어 이름인 "타이"에서 따온 중국어 이름 정타이(중국어: 郑泰)라고 불리기도 했다.
3세 때 스케이트를 처음 탔고 5살 때 아이스하키를 시작했으며 2011년 브리티시컬럼비아주 버너비를 연고로 하는 유소년 아이스하키팀인 버나비 윈터 클럽에 입단했다. 이후 2014년까지 브리티시컬럼비아주의 지역 유소년 아이스하키팀에서 활동했다.

## 구단 경력
슐츠는 2014년 캐나다 청소년 아이스하키 리그인 웨스턴 하키 리그의 팀 메디슨 햇 타이거스에 입단했고 2017년까지 타이거스에서 200경기 이상 출전했다. 타이거스에서의 세 번째 시즌에 플레이오프 10경기 출전을 포함하여 총 54경기에 출전한 그는 타이거스를 떠난 후 NHL 드래프트를 신청했으나 드래프트에 선발되지 못했다. 
2017년에 웨스턴 하키 리그 훈련 캠프에 참가했다가 허벅지 부상을 입고 선수 경력을 중단했다. 같은 해에 중화인민공화국 시민권을 취득하며 중화인민공화국으로 귀화한 후 이름을 저우언라이에서 따온 정언라이(중국어 간체자: 郑恩来, 정체자: 鄭恩來, 병음: Zhèng Ēnlái, 한자음: 정은래)로 개명했다.
정언라이는 타이거스를 떠난 지 2년 뒤 2019-20 시즌 콘티넨탈 하키 리그(KHL)의 팀인 쿤룬 레드 스타 산하 팜팀이자 전러시아 하키 리그에 참여하는 KRS-BSU 베이징에 입단하면서 프로 선수 경력을 시작했다. 2020-21시즌 KRS-BSU에서 경기에 출전하지 못한 후 그는 쿤룬 레드 스타에 입단하여 2021-22 시즌 동안 21경기에 출전하여 2득점을 기록했다. 2022년 9월 그는 코로나19 범유행으로 인해 소속팀과의 계약을 1년 연장했고 22-23 시즌에 25경기에 출전하여 3득점을 기록했다. 2023년 시즌 종료 후 계약이 만료되어 쿤룬 레드 스타를 떠났다.
쿤룬 레드 스타를 떠난 후 2023-24 시즌을 앞두고 베이징 라이언스에 입단했으며 2023년 7월에 열린 제14회 전국동계운동회에 참가하여 팀의 우승에 기여했다.

## 국가대표팀 경력
중화인민공화국으로 귀화한 정언라이는 2022년 2월 베이징에서 열린 2022년 동계 올림픽 아이스하키에 참가하는 중국 국가대표팀의 부주장으로 발탁되어 동계 올림픽에 출전했다. 이 대회는 그가 중국 대표로 참가한 첫 대회이기도 했으며 2월 10일에 열린 중국팀의 대회 첫 경기인 미국전을 통해 국가대항전에 데뷔했다. 정언라이는 동계 올림픽에서 조별 리그 4경기 전부 출전했으나 득점을 내지 못했고 중국 대표팀은 4전 전패로 탈락했다. 
같은 해 4월에는 크로아티아 자그레브에서 열린 2022년 세계 선수권 대회 디비전 Ⅱ A그룹에 중국 대표팀의 부주장으로 출전했다. 정언라이는 이스라엘전에서 푸솨이의 골 어시스트를 기록했고 대표팀의 디비전 Ⅰ B그룹 승격에 기여했다. 이후 2023년 4월 에스토니아 탈린에서 열린 2023년 세계 선수권 대회 디비전 Ⅰ B그룹에 출전하는 대표팀에 부주장으로 발탁되어 출전했다. 중국 대표팀은 이 대회에서 3위를 기록하며 디비전 Ⅰ에 잔류했다.

## 개인사
정언라이의 외할아버지 돤치옌(중국어: 段其炎)은 높이뛰기 선수로 활동하며 중화인민공화국 높이뛰기 최고 기록을 가지고 있었고 외할머니 정펑룽 또한 높이뛰기 선수로 활동하며 1957년 177cm의 높이뛰기 기록을 달성해 당시 기준으로 여자 높이뛰기 세계 신기록을 달성했다. 정언라이에게는 정니나리라는 여동생이 있고 그녀는 육상 선수로 활동하고 있다.